# Ole Bull
Ole Bull (Bergen, Noruega, 5 de febrer de 1810 - 17 d'agost de 1880) fou un virtuós violinista noruec. La seva execució es podia qualificar d'irreprotxable, perquè mancava de mètode, però per contra sabia aconseguir els efectes més difícils, el seu estil era brillant i si no commovia sempre l'auditori es feia aplaudir per les grans dificultats de mecanisme que vencia.
També fou un distingit compositor i els seus compatriotes l'anomenaren “Paganini del Nord”, havent-li aixecat un monument en la seva ciutat natal el 1891.Quan l'agost de 1880 morí Ole Bull, hi hagué dol nacional a tot Noruega. Fou nomenat el fill més famós de Noruega i glòria de la península escandinava.
La seva família el destinava a la carrera eclesiàstica, però a causa de la seva afició a la música, als divuit anys fou enviat a la Universitat de Christiania (ara Oslo), on hi va arribar a ser director d'orquestra del teatre. Es va unir al Liceu Musical, una societat musical, i després que el seu director Waldemar Thrane es va emmalaltir, Bull es va convertir en el director del Liceu Musical i de l'Orquestra del Teatre el 1828. També es va fer amic d'Henrik Wergeland, qui més tard va escriure una biografia de Bull.
Va perfeccionar la seva carrera a França. A Cassel va estudiar amb Louis Spohr. Com que amb aquest no feia grans avanços, no tardà gaire a abandonar-lo per seguir en Niccolo Paganini, que des de llavors fou el seu model.
Trobant-se a París, la misèria s'apoderà d'ell, i en tan desesperada situació arribà a veure’s, que es llençà al riu Sena. En ser tret del riu, entre el grup que s'havia format a la vora, i havia una senyora que el prengué sota la seva protecció, per la gran semblança que trobà entre l'artista i un fill seu mort, i el casà amb la seva filla.
El 1833 donà el seu primer concert que fou un complet èxit, emprenent després una gira per Europa que feu cèlebre el seu nom. La seva estança a Mallorca és cèlebre, on i va romandre una llarga temporada, executant pels voltants de Pollença diversos concerts a l'aire lliure.
El 1844 passà a Amèrica i Algèria, reunint grans fortunes que li’n permeteren fundar un teatre nacional a Bergen el 1848. Havent comprat terrenys a Pennsilvània, on pensava establir una colònia, perdé tota la seva fortuna, per la qual cosa es va veure obligat a emprendre un llarg viatge, arribant fins a Califòrnia.